# Detecció d'intel·ligència artificial
Els algorismes de detecció d'intel·ligència artificial (IA) pretenen mostrar si un text, una imatge de vídeo o un àudio han estat produïts per éssers humans o per intel·ligència artificial.
A partir del 2023, els principals exemples d'això són les aplicacions que pretenen detectar si el text ha estat creat per intel·ligència artificial i, de vegades, s'utilitza a col·legis i universitats per prevenir els treballs no originals dels estudiants. Aquest ús és controvertit, ja que aplicacions utilitzat no són fiables i poden ser utilitzades incorrectament per professors i professors.

## Detecció de text
En el cas del text, això es fa habitualment per prevenir el suposat plagi, sovint detectant la repetició de paraules com a senyals reveladors que un text ha estat generat per IA (incloent les al·lucinacions d'IA). Sovint són utilitzats pels professors que marquen els seus alumnes, normalment de manera ad hoc . Després del llançament de ChatGPT i programes similar de generació de textos d'IA, molts centres educatius han emès polítiques contra l'ús de la IA per part dels estudiants. El programes de detecció de text d'IA també l'utilitzen els que avaluen els sol·licitants de feina, així com els motors de cerca en línia.
Els detectors actuals no són fiables i han marcat incorrectament el treball dels humans com a originari de la IA mentre no detecten el treball generat per la IA en altres casos. MIT Technology Review va dir que la tecnologia "va lluitar per recollir text generat per ChatGPT que havia estat lleugerament reordenat pels humans i ofuscat per una eina de parafraseig". També s'ha demostrat que el programes de detecció de text d'IA discrimina els parlants no nadius d'anglès.
El maig de 2023, un professor de la Texas A&amp;M University–Commerce va utilitzar ChatGPT per detectar si el contingut dels seus estudiants estava escrit per ell, cosa que ChatGPT va dir que era el cas. Com a tal, va amenaçar amb suspendre la classe, tot i que ChatGPT no va poder detectar l'escriptura generada per IA. No es va impedir cap estudiant graduar-se a causa del problema, i tots els estudiants menys un (que van admetre utilitzar el programes) van ser exonerats d'haver utilitzat ChatGPT en el seu contingut. L'abril de 2023, la Universitat de Cambridge i altres membres del grup d'universitats Russell van optar per l'eina de detecció de textos d'IA de Turnitin, argumentant que no era fiable.

## Detecció d'imatge, vídeo i àudio
Existeixen una sèrie de suposats programes de detecció d'imatges d'IA per a intentar detectar imatges generades artificialment (per exemple, aquelles originades a Midjourney). No són fiables. Altres afirmen identificar deepfakes de vídeo i àudio, però aquesta tecnologia tampoc és fiable.